# Stefano Mutimirović
Stefano Mutimirović (in serbo Стефан Мутимировић?; in greco bizantino Στέφανος, trasl. Stefanos) (Stari Ras, ... – IX secolo ?) fu un nobile serbo della dinastia dei Vlastimirović e figlio minore del sovrano serbo Mutimiro.
La sua famiglia era a capo del Principato di Serbia da più di un secolo. Suo padre, assieme ai fratelli Stroimiro e Goinico, aveva sconfitto l'esercito bulgaro inviato da Boris, guidato da suo figlio Vladimiro. Insieme a suo fratello Bran, Stefano scortò il khan Boris I di Bulgaria al confine tra il Principato di Serbia e la Bulgaria. I soldati bulgari, agli ordini del khan, avevano infatti tentato di aggredire i serbi nella speranza di vendicare la sconfitta subita da Presiano I anni prima contro Vlastimiro. Bran e Stefano ricevettero dei doni per l'attività di scorta compiuta e, a loro volta, regalarono due schiavi, due falchi, due cani e ottanta pellicce come segno di amicizia. Alla fine, i bulgari si dimostrarono soddisfatti del tributo.
Non si conoscono altre informazioni su Stefano.

### Fonti primarie
- Costantino Porfirogenito, De administrando imperio, a cura di Gyula Moravcsik, traduzione di Romillyi J. H. Jenkins, Dumbarton Oaks Center for Byzantine Studies, 1967, ISBN 978-0-88402-021-9.

### Fonti secondarie
- (EN) Sima Ćirković, The Serbs, Malden, Blackwell Publishing, 2004, ISBN 978-14-05-14291-5.
- (EN) John Van Antwerp Jr. Fine, The Early Medieval Balkans: A Critical Survey from the Sixth to the Late Twelfth Century, Ann Arbor, University of Michigan Press, 1991, ISBN 0-472-08149-7.